# XLink Kai

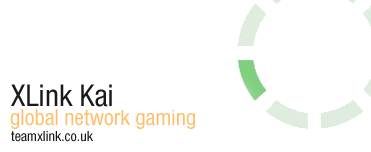
O banner do launcher do programa.

O XLink Kai é um sistema desenvolvido pelo Team-XLink para jogar online através de uma configuração que simula uma rede de área local (LAN), desenvolvido especialmente para consoles de jogos eletrônicos.
O funcionamento consiste em um console conectado a um computador com o software instalado, que procura outros consoles conectados à rede. Atualmente o sistema possui suporte para os consoles PlayStation 2, PlayStation 3, PlayStation Portable, PlayStation Vita, Nintendo GameCube, Xbox e Xbox 360.